# Chali 2na
Chali 2na, właśc. Charles Stewart (ur. 1971 w Chicago) – amerykański raper, członek zespołu Jurassic 5. Jego głęboki, basowy głos jest jednym z bardziej charakterystycznych głosów amerykańskiego hip-hopu.
W 1995 roku przeniósł się do Los Angeles, do "rodzinnego" miasta Jurassic 5. Jego pseudonim artystyczny jest nawiązaniem do reklamy "Starkist Tuna", w której pojawia się ryba o imieniu Charlie z głębokim, basowym głosem.
Rapował również z Mikiem Shinodą w remiksie piosenki Linkin Park – Forgotten (Frgt/10), który ukazał się na mixtapie Fish Market i na płycie Linkin Park – Reanimation. Pojawił się także na płycie Timeless Sérgio Mendesa oraz w utworze Join the Dots z albumu Roots Manuva zwanego Run Come Save Me.

## Dyskografia
- Fish Market (2004, mixtape)
- Fish Outta Water (2009, album)
- Fish Market 2 (2010, mixtape)